# Ectenessa ornatipennis
Ectenessa ornatipennis là một loài bọ cánh cứng trong họ Cerambycidae.